# HMNZS Canterbury (L421)
HMNZS Canterbury (L421) je víceúčelová loď novozélandského královského námořnictva. Plavidlo je určeno k přepravě vojáků, vozidel či nákladu a jejich výsadku pomocí vrtulníků a výsadkových člunů.

## Stavba

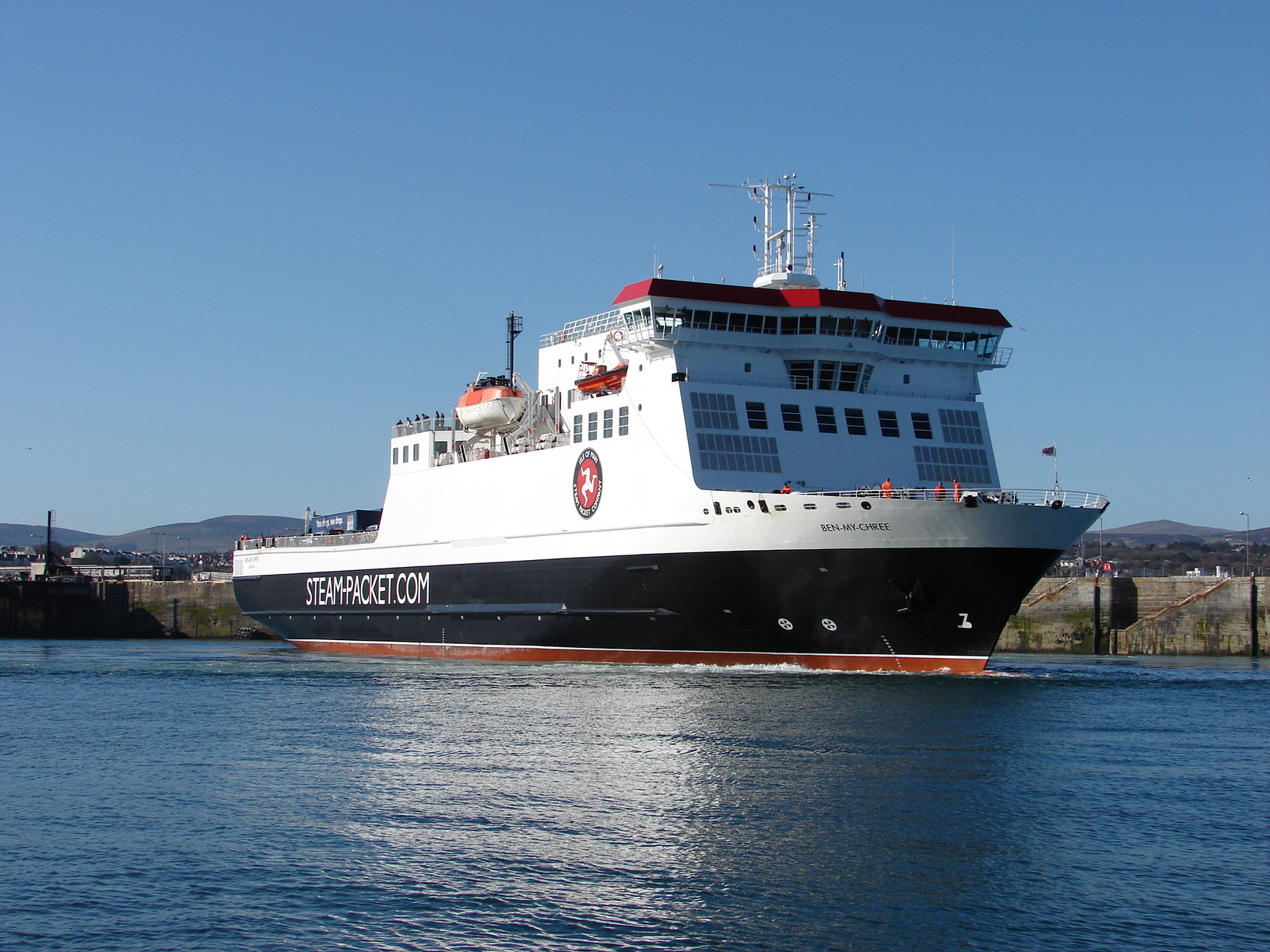
Konstrukce HMNZS Canterbury vychází z civilní dopravní lodě MS Ben-My-Chree (na snímku)

Canterbury byla první ze sedmi plavidel postavených v rámci novozélandského modernizačního projektu Protector, zahrnujícího ještě dvě oceánské a čtyři pobřežní hlídkové lodě třídy Protector. Kontrakt na stavbu Canterbury získala společnost Tenix Defence (nyní BAE Systems Australia), která ji zadala nizozemské loděnici Merwede. Stavba lodě probíhala v letech 2005–2006. Zkoušky byly provedeny v Nizozemsku a plavidlo se poté přesunulo do Melbourne k dokončení a vystrojení. Do služby vstoupilo v roce 2007.

## Konstrukce

Canterbury v roce 2009. Jasně je patrný jeden z vyloďovacích člunů LCM.

Plavidlo přitom bylo, pro snížení nákladů, projektováno dle civilních standardů s přihlédnutím ke konstrukci civilní nákladní lodi Ben-My-Chree typu Ro-Ro. Trup však byl zesílen pro případ operací v oblasti Antarktidy.
Kapacita Canterbury umožňuje nalodit například 40 lehkých obrněných vozidel NZLAV a 250 vojáků. Na palubu též může být umístěno 33 dvacetistopých ISO kontejnerů či 20 přepravních palet ve standardu NATO. Dva další kontejnery s nebezpečným obsahem mohou být uloženy v oddělených prostorech. Canterbury není vybavena palubní dokem a její vyloďovací plavidla jsou proto umístěna na bocích trupu. Jedná se o dva vyloďovací čluny typu Landing Craft Medium (LCM) o nosnosti 50 tun a dva malé čluny RHIB. Na zádi se rovněž nachází přistávací paluba pro provoz vrtulníků se dvěma přistávacími body pro stroje střední kategorie. Pro operace z Canterbury byl jako hlavní vybrán typ NH90, jako záložní typ SH-2G Seasprite, na palubě však v případě potřeby může přistát stroj do velikosti těžkého vrtulníku Chinook.
Pro vlastní obranu loď nese jeden 25mm kanón M242 Bushmaster, lafetovaný v dálkově ovládané věži MSI DS25 a dva 12,7mm kulomety. Pohonný systém je diesel-elektrický se dvěma motory Wärtsilä a třemi pomocnými diesely. Nejvyšší rychlost mírně přesahuje 19 uzlů.